# Encadenados (1969)
Encadenados é uma telenovela mexicana, produzida pela Televisa e exibida em 1966 pelo Telesistema Mexicano.

## Elenco
- Ofelia Montesco
- Raúl Farell
- Dacia González
- Tito Junco